# Nannodiplax rubra
Nannodiplax rubra – gatunek ważki z rodziny ważkowatych (Libellulidae); jedyny przedstawiciel rodzaju Nannodiplax. Występuje w Australii i południowej Nowej Gwinei, stwierdzony także na znajdującej się pomiędzy nimi wyspie Thursday.